# Зеїтінбурну (станція метро)
Зеїтінбурну (тур. Zeytinburnu) — станція лінії М1 Стамбульського метрополітену.
Відкрита 31 січня 1994
.
Попри назву Зеїтинбурну, станція розташована не у районі Зеїтінбурну, проте неподалік межі районів Бакиркьой та Зеїтінбурну.
Конструкція: Наземна відкрита з двома прямим береговими платформами
Пересадка
- Метробус: 34, 34C, 34G, 34AS, 34BZ
- Т1
- Автобуси: 31, 31E, 71T, 72T, 73, 73F, 76D, 78ZB, 79G, 79Ş, 82, 89, 89A, 89B, 89K, 89M, 89S, 92, 93, 93M, 93T, 94, 94A, 94Y, 97, 97A, 97B, 97BT, 97KZ, 97T, 145, H-9, MK97, MR10
- Маршрутки: Мертер — Єнімахалле, Топкапи — Мертер, Мертер — Джевізлібаг

| Попередня станція | Лінія | Лінія                           | Лінія | Наступна станція                         |
| ----------------- | ----- | ------------------------------- | ----- | ---------------------------------------- |
| Мертер до Єнікапи |       | M1 (Стамбульський метрополітен) |       | Бакиркьой — Інджирлі до Аеропорт Ататюрк |